# Джонс, Сэнди
Сэнди Джонс (англ. Sandie Jones, 9 ноября 1951, Дублин, Ирландия — 19 сентября 2019, Ганнисон) — ирландская певица, представительница Ирландии на конкурсе песни Евровидение 1972.

## Начало карьеры. Участие в Евровидении
Сэнди начала свою музыкальную карьеру в 1972, когда в возрасте 18 лет решила принять участие в национальном отборе на конкурс песни Евровидение. На отборочном туре она исполнила песню «Ceol an ghrá» (рус. Музыка любви). Джонс стала его победительницей, и получила возможность представлять свою страну на ежегодном песенном фестивале. Тогда её выступление прошло под третьим номером. Композиция была оценена не очень высоко, и с результатом в 72 балла певица финишировала пятнадцатой (из восемнадцати). Многими критиками отмечался несколько нестандартный выбор композиции, который никого бы не оставил равнодушным, хотя сама песня была ни плохой, но и не хорошей.
Исполненная Сэнди конкурсная песня «Ceol an ghrá» примечательна прежде всего тем, что она исполнена на ирландском — достаточно сложном и фактически «неблагополучном» языке. Это первая и пока единственная песня за всю историю конкурса, которая была исполнена на ирландском языке, и одна из двух песен, которая была исполнена на языке кельтской группы (второй такой композицией стала «Diwanit bugale», исполненная на бретонском языке и представлявшая Францию на Евровидении 1996).
На «Ceol an ghrá» был также снят клип, и записана англоязычная версия песни — «Music of love».

## Дальнейшая жизнь и карьера
После участия на Евровидении дальнейшая музыкальная карьера певицы пошла неудачно. Выпустив всего несколько синглов и успев сотрудничать с некоторыми ирландскими музыкантами, она покинула шоу-бизнес к 1978 году.

## Синглы
- Ceol an ghrá (1972)
- Words of love (1972)
- When Irish Eyes Are Smiling (1973)
- The Foggy Dew (1973)
- Walk on by (1974)

## Сборники
- My Ireland: Songs From The Television Series
- Walk On By — A Tribute to Burt Bacharach